# Жайилминський сільський округ (Сарисуський район)
Жайилми́нський сільський округ (каз. Жайылма ауылдық округі, рос. Жайылминский сельский округ) — адміністративна одиниця у складі Сарисуського району Жамбильської області Казахстану. Адміністративний центр — село Жайилма.
Населення — 3123 особи (2021; 3621 у 2009, 3902 у 1999, 4370 у 1989).
Станом на 1989 рік існувала Жайлминська сільська рада (села Актам, Актобе, Жданово, Карла Маркса, Кокдала, Комсомола, Леніно). 2004 року село Кокдала передано до складу Досбольського сільського округу.

## Склад
До складу округу входять такі населені пункти:
| Населений пункт   | Старі назви            | Населення, осіб (1989) | Населення, осіб (1999) | Населення, осіб (2009) | Населення, осіб (2021) |
| ----------------- | ---------------------- | ---------------------- | ---------------------- | ---------------------- | ---------------------- |
| Актам, село       | МТФ                    | 50                     | 93                     | 79                     | 82                     |
| Актобе, село      | -                      | 101                    | -                      | -                      | -                      |
| Жайилма, село     | Леніно, імені Калініна | 1390                   | 2791                   | 2695                   | 2294                   |
| --Комсомола, село | Бакена Серікбаєва      | 1689                   | 0                      | -                      | -                      |
| Кизилдікан, село  | Жданово, Жданов, Коксу | 494                    | 611                    | 428                    | 350                    |
| Маятас, село      | Карла Маркса, Жаїлма   | 646                    | 407                    | 419                    | 397                    |